# Nguyễn Minh Triết
Nguyễn Minh Triết (Bến Cát, 1942) és un expolític vietnamita, que exercí de President del Vietnam entre 2006 i 2011. Fou escollit el 27 de juny d'aquell any per l'Assemblea Nacional del Vietnam amb 464 vots (un 94,12%). Anteriorment fou el cap del Partit Comunista del Vietnam de Ciutat Ho Chi Minh.
La presidència del Vietnam és una posició cerimonial mentre que el Primer Ministre supervisa les activitats diàries del govern.
Després de fer de mestre de matemàtiques a Saigon, s'afilià al partit l'any 1965 a Vietnam del Sud, durant la Segona Guerra d'Indoxina (Guerra del Vietnam) que implicà els Estats Units. Forma parts dels líders més importants del Vietnam que provenen del sud i un dels pocs que no s'havien reagrupat a Vietnam del Nord després de la divisió del país de 1954. L'any 1992, se'l nomenà cap del partit de la província de Sông Bé. Reconvertí la província, abastament agrícola, en un indret atractiu per la inversió estrangera.
Ingressà al Politburo el 1997 i es convertí en cap del partit de Ciutat Ho Chi Minh el 2000. En aquella posició supervisà una campanya contra la corrupció i el crim organitzat, incloent-hi l'arrest i execució del gàngster Trương Văn Cam, conegut com a Năm Cam.